# Paolo Barbi
Paolo Barbi (Trieste, 23 agosto 1919 – Napoli, 10 giugno 2011) è stato un politico italiano, esponente della Democrazia Cristiana e già parlamentare europeo.

## Biografia
Nato a Trieste da genitori di Lesina nell'odierna Croazia, fu esule a Napoli, ove insegnò storia e filosofia alla Scuola militare Nunziatella dal 1949 al 1959.
Fu presidente dell'Associazione Nazionale Venezia Giulia e Dalmazia per un trentennio. In questo periodo si ebbe anche la firma del Trattato di Osimo
, a cui il Barbi si oppose, da deputato, con un intervento alla Camera.
Deputato, appunto, democristiano al Parlamento italiano nelle legislature III, IV, V e VI, fu più volte sottosegretario: al Bilancio e alla Programmazione economica nel II governo Rumor e nel II governo Andreotti; alle Partecipazioni statali nel IV governo Andreotti; all'Industria e Commercio nel II governo Leone.
Alle prime elezioni a suffragio universale per il Parlamento europeo (1979), fu eletto nelle liste della DC, aderendo al gruppo parlamentare del Partito Popolare Europeo.
Il Barbi fu anche capogruppo del PPE al Parlamento Europeo. Finora è stato l'unico italiano scelto come presidente del Gruppo Popolare Europeo.
Nel Parlamento europeo fu membro della Commissione per i bilanci e della Commissione politica.
Successivamente all'esperienza di parlamentare europeo, fu per molti anni membro dll'ufficio politico (bureau) del Partito Popolare Europeo.
Finita l'esperienza politica della Democrazia Cristiana, aderì al Partito Popolare Italiano.
È morto il 10 giugno 2011 a Napoli.
Il Presidente della Repubblica Giorgio Napolitano ne ha così ricordato la figura: "Con lui scompare una splendida figura dell'antifascismo e dell'europeismo italiano. È stato in Parlamento, nella vita pubblica e nella vita sociale un rappresentante sempre illuminato del cattolicesimo democratico e popolare.
Da autorevole personalità democristiana italiana ed europea, ha contribuito attivamente all'avanzamento della causa del progresso sociale e civile del Paese. Da educatore ha lasciato un'impronta incancellabile nella storia del Collegio Militare della Nunziatella di Napoli. Ha interpretato col più grande senso della giustizia e della pace i sentimenti e le aspirazioni delle popolazioni della Venezia Giulia, dell'Istria e della Dalmazia esposte a tormentate vicissitudini storiche.
Personalmente perdo con lui un grande amico che conobbi, già a Napoli nei miei primi anni giovanili, disinteressato e solidale protagonista delle comuni battaglie per la democrazia e per l'Europa.

## Opere
- Napoli-Strasburgo e ritorno: i cinque anni al Parlamento europeo, Società editrice napoletana, 1985;
- L'Unione europea da Fontainebleau a Lussemburgo: storia di una grande occasione mancata, Società editrice napoletana, 1986;
- L'elaborazione della costituzione europea, Editoriale scientifica, 2005.